# Rumbo Libertad
Rumbo Libertad - Movimiento Político Libertario de Venezuela (RL-MPLV) es un movimiento político venezolano de tendencia libertaria y antichavista, fundado el 14 de octubre de 2016 en San Cristóbal, Táchira. Desconoce al gobierno de Nicolás Maduro en Venezuela.
RL se autodefine como republicano y libertario y se caracteriza por una fuerte oposición a la izquierda política, hasta el punto de haber propuesto prohibir todo tipo de comunismo en el territorio nacional por considerarlo totalitario. Su espectro político va desde la derecha a la extrema derecha.

## Historia
Tras las protestas del año 2014 contra Nicolás Maduro, un grupo de dirigentes políticos de varios estados de Venezuela decidieron unirse para formar una organización que tuviese como objetivo defender las ideas del libertarismo y la lucha por la caída de Nicolás Maduro.
Desde su fundación, Rumbo Libertad ha negado la posibilidad de participar en elecciones mientras el chavismo permanezca en el poder y sustenta su accionar político en la idea de provocar una salida forzada de todos los representantes de los Poderes Públicos en Venezuela.
En 2014, como organización en vías de constitución, Rumbo Libertad convoca junto a otros movimientos políticos a una nueva ola de protestas que dejaron más de 53 muertos, entre los que destacan Bassil Da Costa y Robert Redman, y miles de heridos en los enfrentamientos con la Policía Nacional Bolivariana, la Guardia Nacional Bolivariana y los colectivos, afectos a Nicolás Maduro.
En 2017, Rumbo Libertad llamó a boicotear la elección de la Asamblea Nacional Constituyente y a desconocer sus resultados, sumándose a una nueva ola de protestas que desencadenaron en el Ataque al Fuerte Paramacay, decisión que le costó una alerta roja internacional a dos de sus líderes, quienes aparecieron señalados como parte de un intento para derrocar a Nicolás Maduro, y desde entonces, la organización comienza a ejercer presión desde el exilio contra el gobierno chavista.
Desde Colombia y Brasil, elegidos como los dos centros de operaciones de Rumbo Libertad en el exterior, reciben el apoyo del expresidente Álvaro Uribe Vélez y los entonces diputados brasileños Jair Messias Bolsonaro y Eduardo Nantes Bolsonaro, quienes ayudaron a coordinar agendas políticas en los parlamentos de los dos países para dar a conocer la postura de Rumbo Libertad respecto al caso venezolano.

### Actividad política desde el exilio
En 2018, Jair Bolsonaro anuncia su participación en las elecciones presidenciales de Brasil y Rumbo Libertad decide apoyar en los actos de campaña de la derecha, señalando a Luiz Inázio Lula Da Silva, principal adversario político de Bolsonaro, como cómplices del chavismo, y advirtiendo que si Fernando Haddad ganaba, Brasil podría tomar el rumbo de Venezuela.
El día siguiente a la segunda vuelta presidencial, el entonces presidente electo de Brasil, Jair Bolsonaro, recibió a parte del equipo de Rumbo Libertad en su residencia personal de Río de Janeiro, para celebrar el resultado electoral. Desde entonces, el gobierno del Brasil ha sido el que más proximidad ha mantenido con Rumbo Libertad, seguido por la administración de Iván Duque y Marta Lucía Ramírez.
Otras organizaciones, como la Organización de los Estados Americanos y el Tribunal Supremo de Justicia de Venezuela en el exilio han reconocido a Rumbo Libertad como un factor político destacable en la lucha contra Nicolás Maduro.

## Junta directiva
Tras el proceso de restructuración interna de 2019, se acuerda por mayoría designar provisionalmente a quienes ocupan actualmente los cargos Ejecutivos y del Consejo Originario, con la finalidad de transitar hacia un proceso de elección interna de autoridades, quedando conformado el cuadro representativo de la  siguiente forma:
| Nombre           | Cargo                              |
| ---------------- | ---------------------------------- |
| Edgardo Ricciuti | Presidente del Consejo Originario* |
| Adais Cásares    | Secretaria del Consejo Originario* |

*De acuerdo con el reglamento del Consejo Originario, las funciones del mismo cesarán con la elección de la nueva junta directiva.
| Nombre            | Cargo                                                 |
| ----------------- | ----------------------------------------------------- |
| Eduardo Bittar    | Coordinador General (Provisional)                     |
|                   |                                                       |
| Víctor Betancourt | Director de Organización (Provisional)                |
| Manuel Salcedo    | Coordinador Internacional para Brasil (Provisional)   |
| Jonathan Pérez    | Coordinador Internacional para Chile (Provisional)    |
| Amilcar Marín     | Coordinador Internacional para Colombia (Provisional) |
| Milton Pereira    | Coordinador Internacional para España (Provisional)   |

## Proceso institucional
En diciembre de 2019, una situación de tensión entre los miembros del consejo de fundadores y la directiva establecida en 2016, provocó que una fracción del movimiento se retirara bajo protesta, al considerar que los miembros del denominado Consejo Originario no tenían potestad para establecer los estatutos de la organización, sin embargo, 19 de los 22 miembros fundadores y prácticamente el 90% de la militancia de Rumbo Libertad se apegó al Consejo Originario, provocando la salida de los tres miembros fundadores que pertenecían a la junta directiva antigua y un grupo de asesores que se atribuían funciones de ente legislativo en Rumbo Libertad y que no eran reconocidos como tal por la mayoría de los miembros.
Superado el impasse, se procedió a ratificar los cargos a quienes se habían apegado al proceso institucional y se estableció un marco normativo provisional para el funcionamiento del período especial de noventa días, que estaría el movimiento bajo control del Consejo Originario, hasta tanto se redactaran los estatutos de funcionamiento interno y se convocaran elecciones para escoger a las autoridades. 
Los tres miembros de Rumbo Libertad que desconocieron el proceso de institucionalización de Rumbo Libertad denunciaron a través de las redes sociales que el movimiento había sido secuestrado por los miembros fundadores y divulgaron imágenes de advertencia con simbología que relacionaba al Consejo Originario con el chavismo, situación que posteriormente cesó al cabo de dos semanas, cuando un grupo de militares ejecutó el Ataque al fuerte de Santa Elena y entró en contacto con las autoridades del Consejo Originario para manifestar su respaldo a la actividad política desempeñada por la organización.

## Rumbo Libertad y los partidos políticos de oposición
Rumbo Libertad desde su fundación ha negado la posibilidad de establecer algún tipo de alianza con los partidos de la extinta Mesa de la Unidad Democrática, por considerarlos socialistas y discordar de su trato hacia Nicolás Maduro y ha criticado los casos de corrupción donde aparecen mencionados dirigentes de dichos partidos políticos.
Para Rumbo Libertad, la única solución está en una salida forzada de Nicolás Maduro y no en los diálogos o elecciones en los que han participado los partidos que apoyan y los que rechazan al chavismo. De igual forma, se ha criticado la relación entre el liderazgo de la Asamblea Nacional y funcionarios de Estados Unidos como Nancy Pelosi, que mantienen una postura contraria a la de Donald Trump, a quien consideran el principal aliado en América del Norte.
La directiva de Rumbo Libertad en funciones desde diciembre de 2019, no reconoce a Juan Guaidó como presidente encargado de Venezuela, como en un primer momento se hizo, pues considera que anteriormente existieron pactos entre un sector de Rumbo Libertad que se retiró del movimiento y Juan Guaidó, para ofrecer el apoyo al Presidente de la Asamblea Nacional, sin contar con el beneplácito de la mayoría de los miembros de la organización.

## Comunicaciones y propaganda
En el contexto venezolano, Rumbo Libertad mantiene una línea discursiva antisistema, con posiciones críticas la izquierda, al terrorismo y al narcotráfico, favorables al porte de armas para civiles y al mismo tiempo presenta una propuesta de país, posterior al momento de la salida de Nicolás Maduro, de acuerdo con la visión del movimiento sobre la política venezolana.
En cuanto a los canales de difusión, Rumbo Libertad ha orientado sus comunicaciones hacia las redes sociales y ha denunciado el bloqueo de páginas web en Venezuela por parte del chavismo.
Por otra parte, las comunicaciones, propaganda y relaciones públicas han sido asesoradas desde la creación de Rumbo Libertad por Ángel Villarroel Lara, quien se presenta a sí mismo como asesor de campañas electorales.

## Intervención militar en Venezuela
El movimiento sostiene que no hay formas de que Nicolás Maduro abandone el poder por medios pacíficos, e incluso ha llegado a consultar públicamente acerca de la disposición de los ciudadanos sobre la posibilidad de alistarse para participar en una lucha armada contra el chavismo y ha criticado la posición de Juan Guaidó al respecto, quien ha considerado la opción militar como "un retroceso".

Por su parte, el representante Jurídico de Rumbo Libertad, Isaías Medina III, ha solicitado en la sede de la Organización de las Naciones Unidas, que se actúe con el uso de la fuerza en Venezuela para "remediar la crisis en el país".
"Es necesaria una "intervención humanitaria internacional", que sería "legal" y que debería contar con apoyo armado" - Isaías Medina III
De igual forma, considera el abogado que:
"el país está hoy en buena medida en manos de otros poderes extranjeros, con una fuerte influencia de Cuba, China o Rusia y con conexiones con la milicia libanesa Hezbolá"
Lo cual a su parecer es suficiente argumento para ejecutar la opción armada.